# Algikolní organismus
Algikolní organismus je druh, který vyhledává biotop ve stélkách řas (algae). Orientace druhu na toto prostředí se nazývá algikolie. Známe například množství algikolních hub, tedy zejména parazitických druhů hub, které vysávají řasu, ale na rozdíl od lichenizovaných hub nijak řase neprospívají. Příkladem je slizoblanka (Epigloea). 